# Нарвянський національний парк

Логотип Нарвянського національного парку

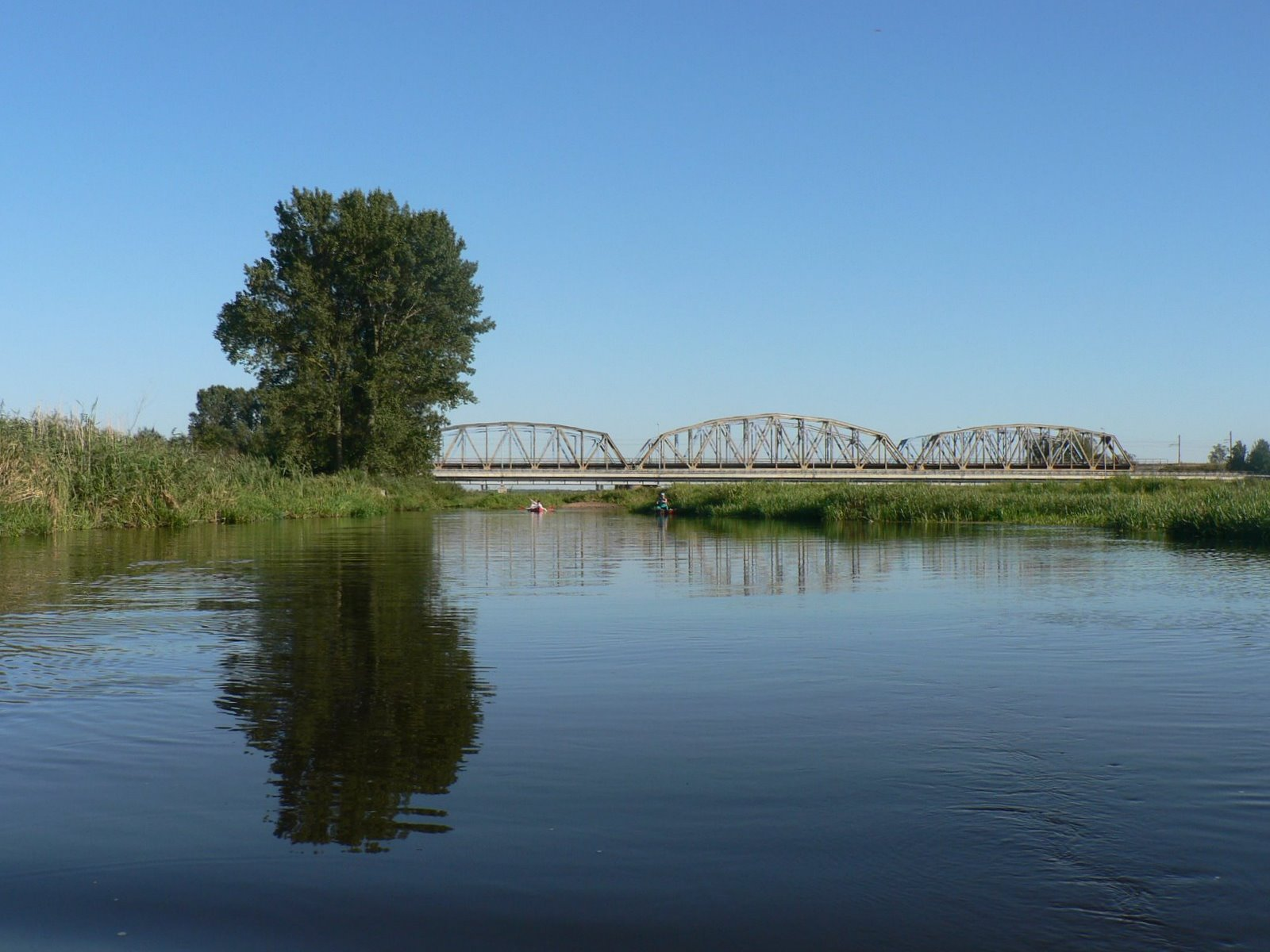
Нарев в Угові

Нарвянський (пол. Narwiański Park Narodowy) — національний парк на північному сході  Польщі, в  Підляському воєводстві. Територію парку перетинає річка Нарев; площа парку становить 73,5 км². Був створений в 1996 році. Штаб-квартира парку знаходиться в селі Курове.
Парк включає в себе верхню частину долини річки Нарев між містом  Сураж і селом Жендзяни. Майже 90% території — болота або внутрішні води, представлені крім річки Нарев також її численними притоками. Є також луки і невеликі ліси.
У парку водиться 40 видів ссавців, серед яких — лосі, видри і бобри. Також тут мешкають 179 видів птахів і 22 види риб. Водно-болотні угіддя парку охороняються як об'єкт  Рамсарської конвенції. У буферній зоні національного парку розташований Нарвянський ландшафтний парк.
Однією з визначних пам'яток парку є приватний археологічний музей, що належить Владиславу Литвинчуку.

## Галерея

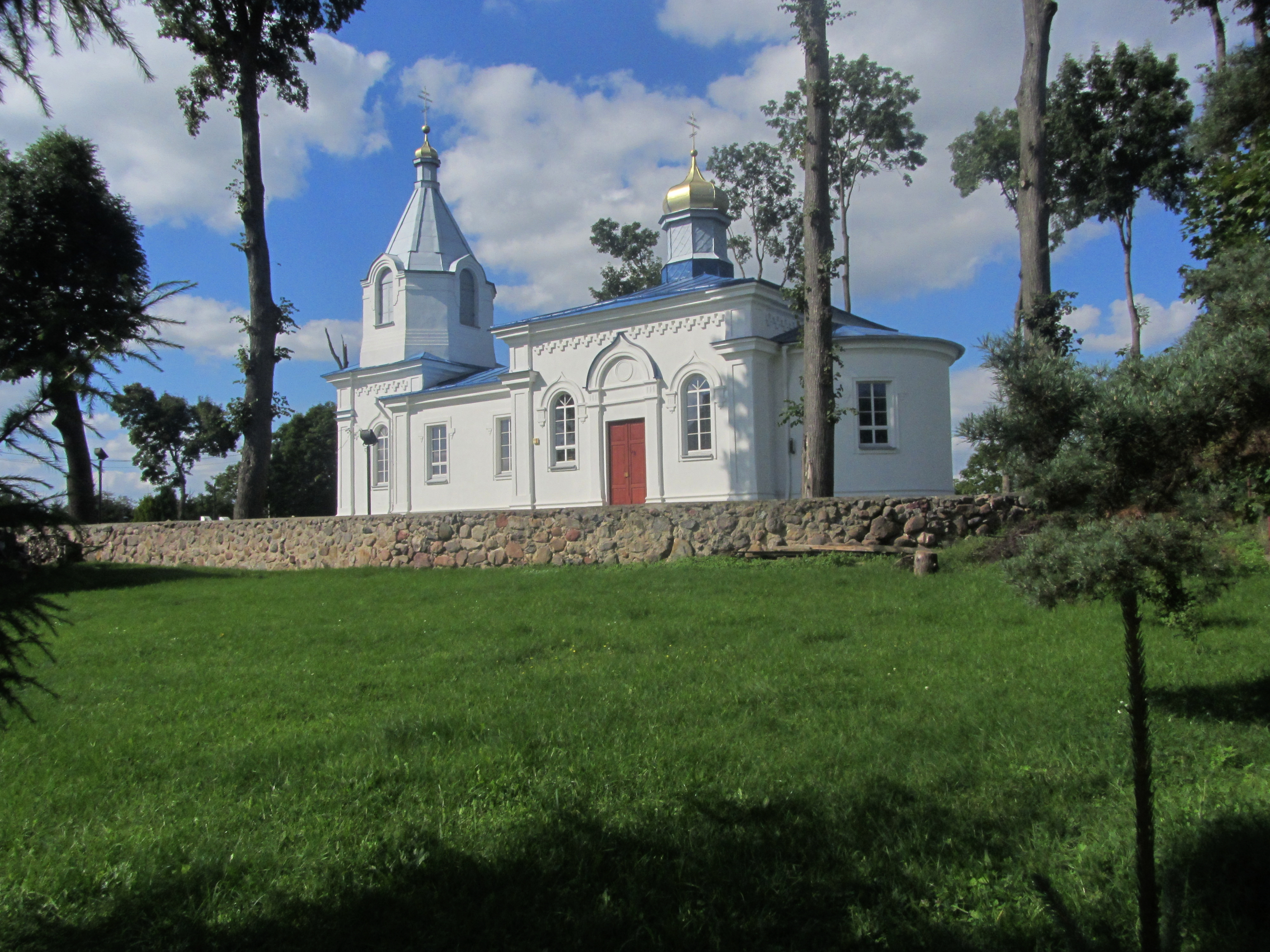
Топілець
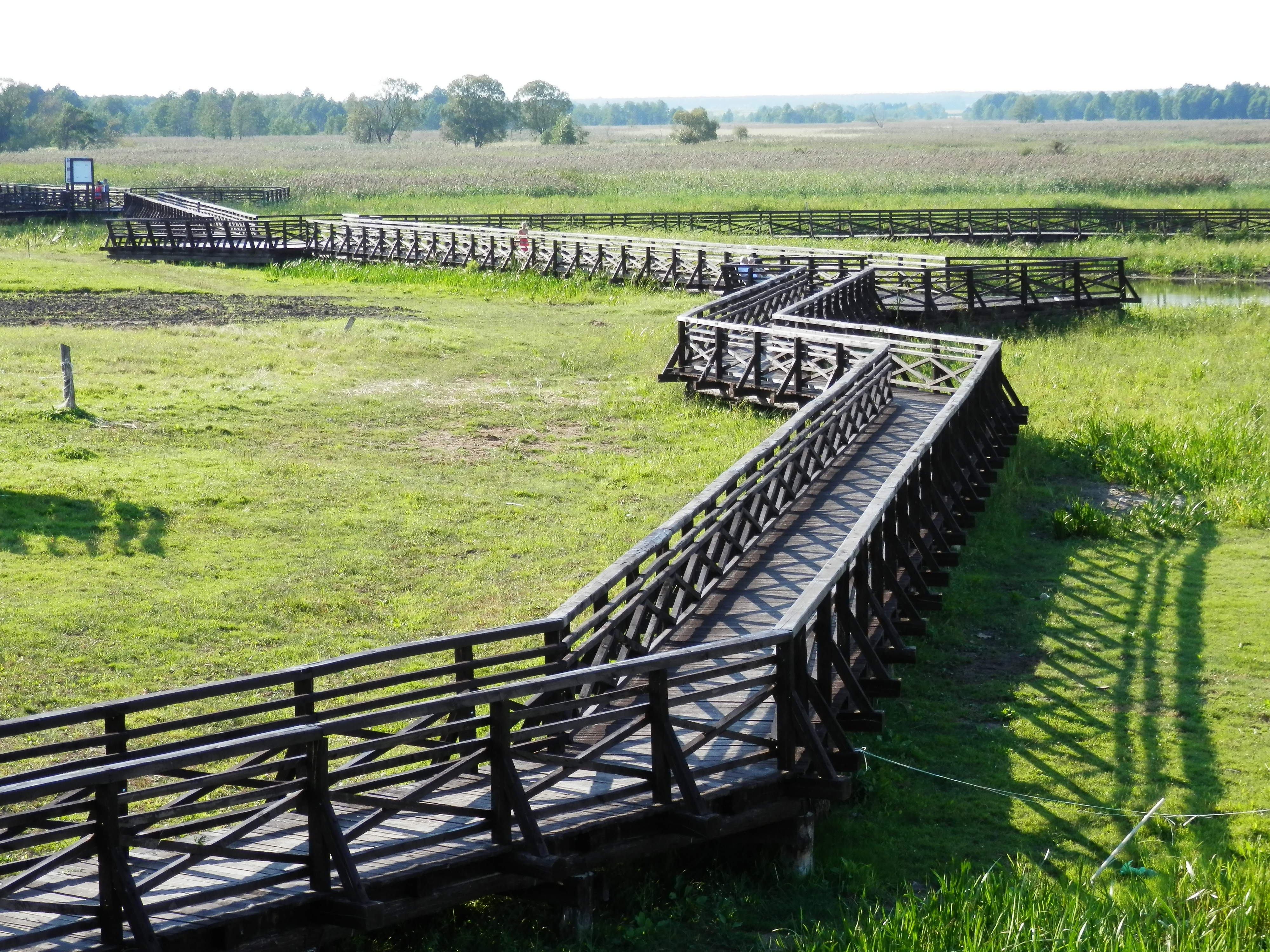
Ванево
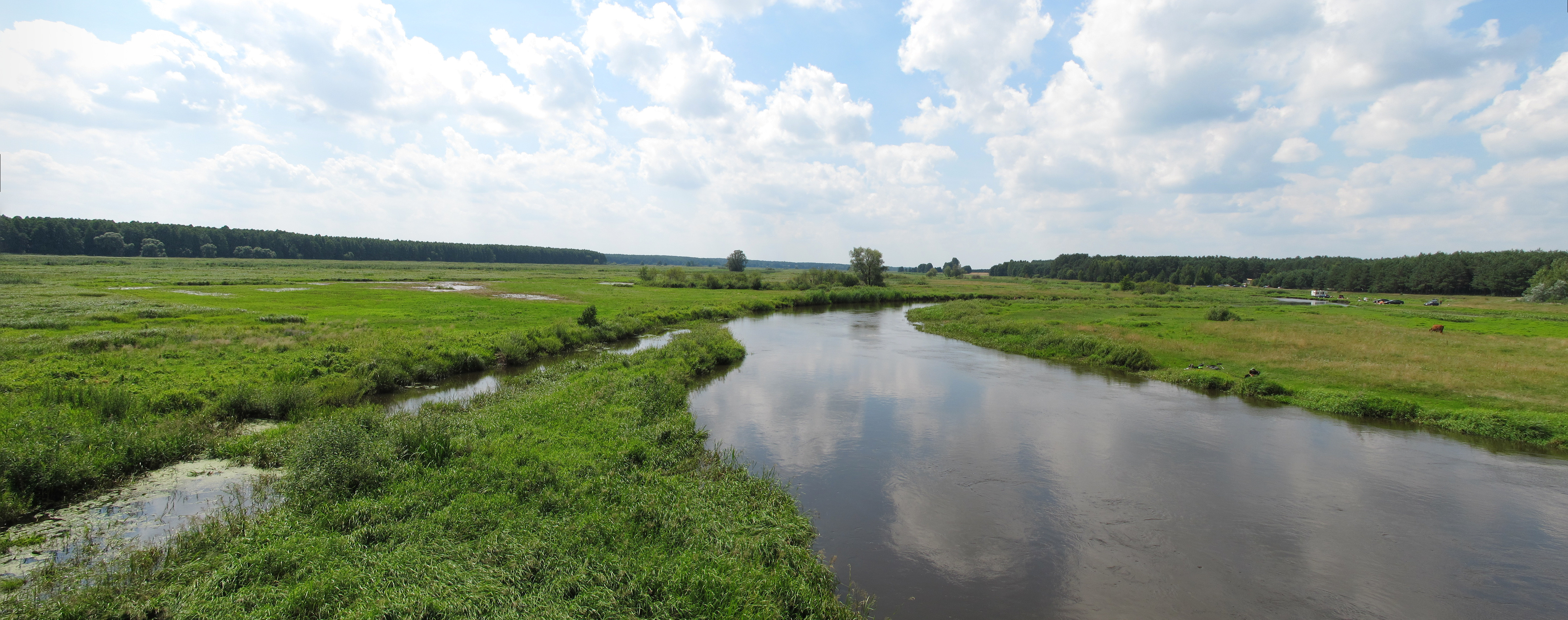
Сураж
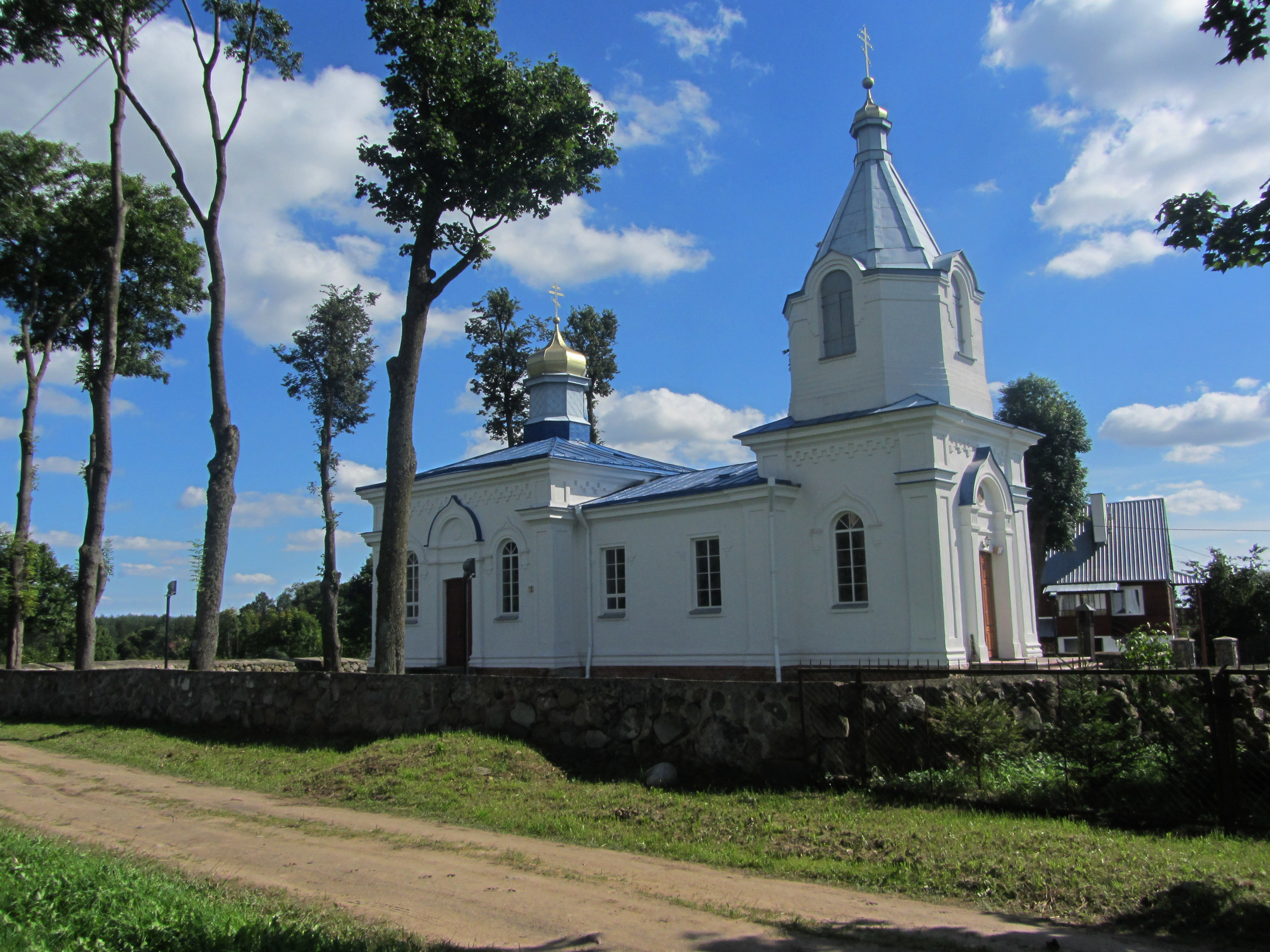
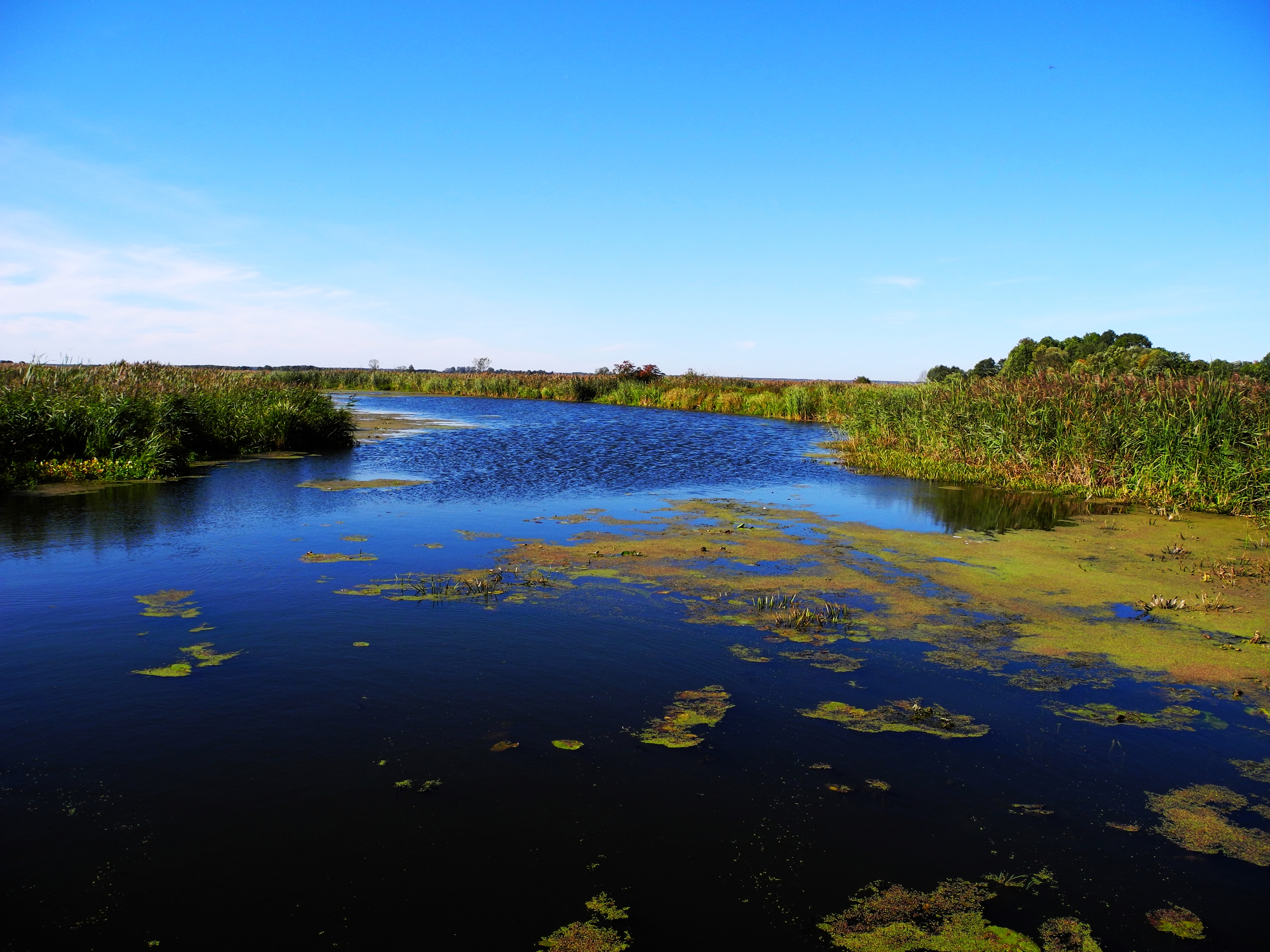
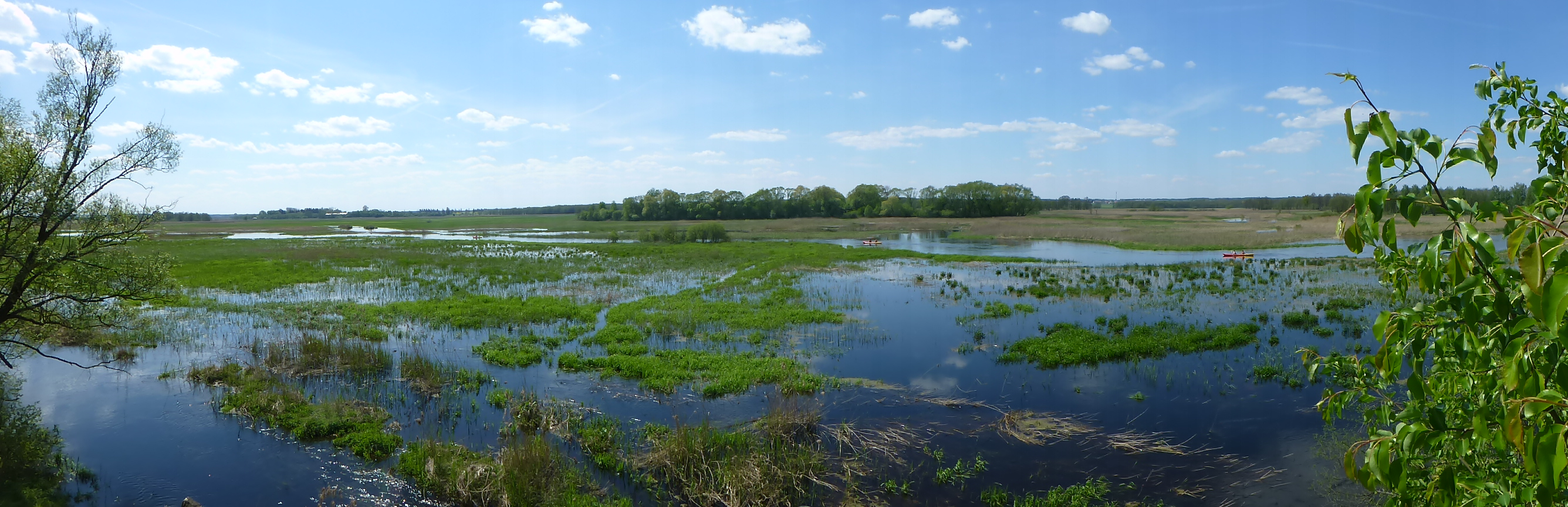
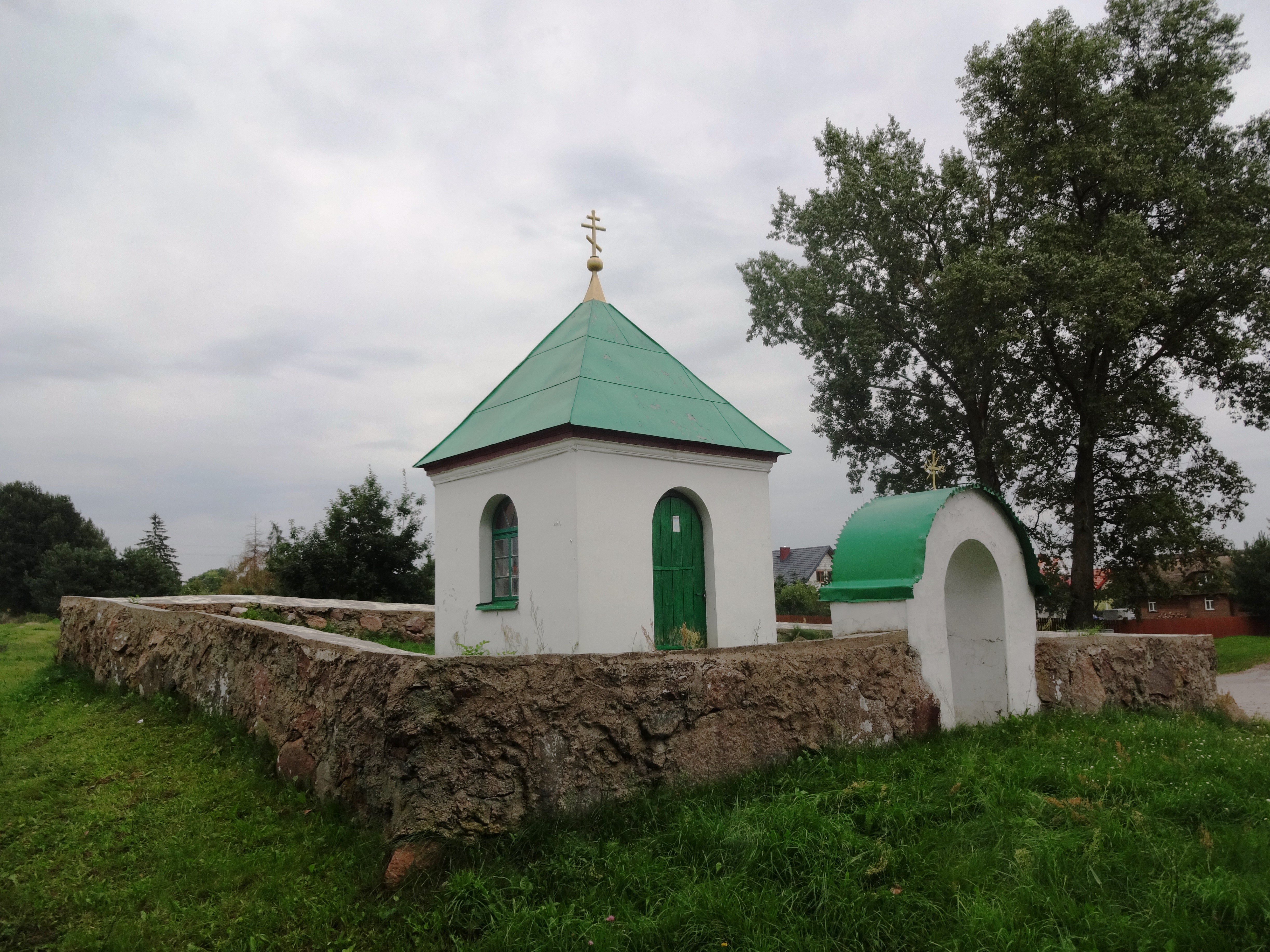
Бацюти
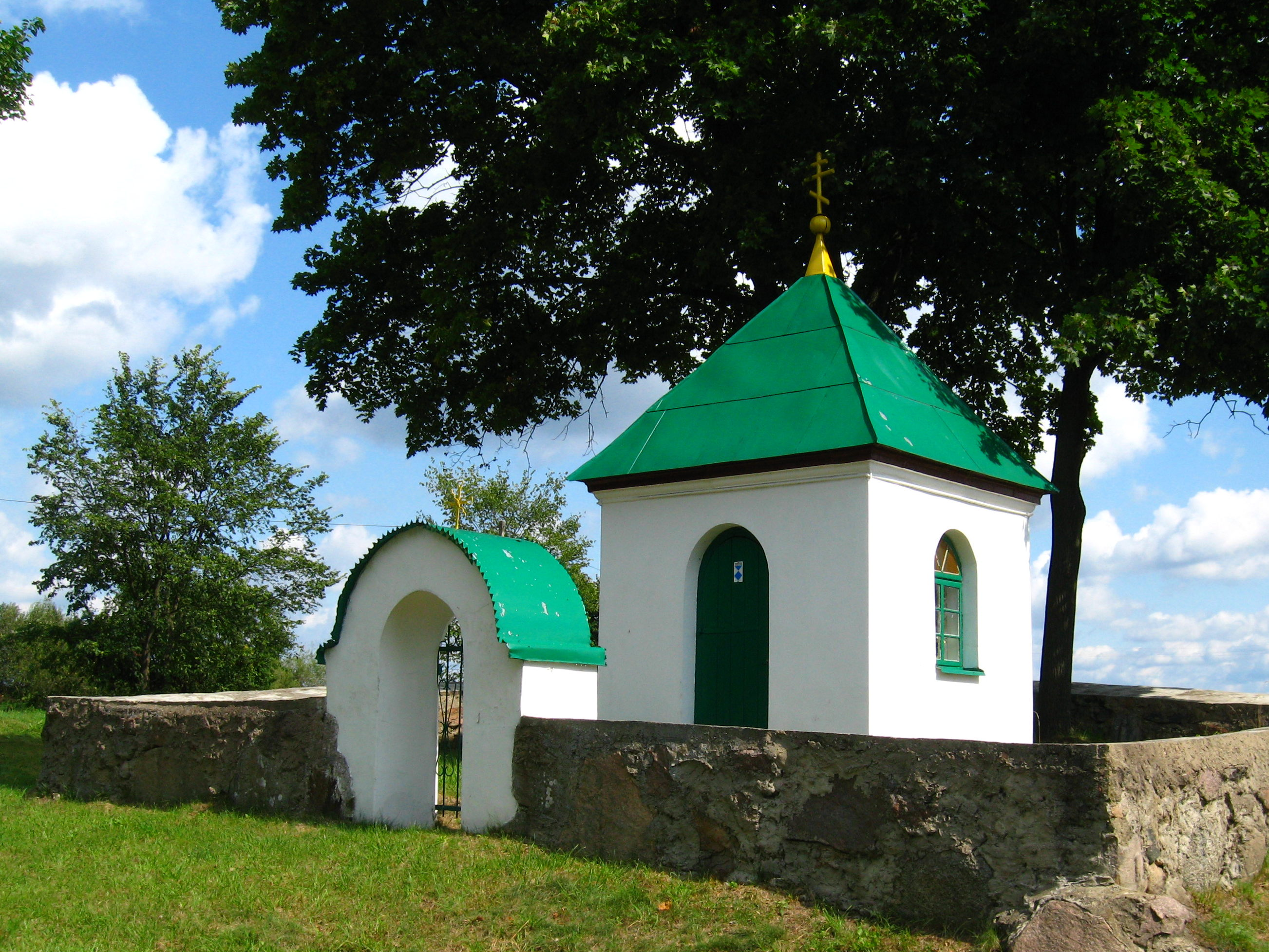

## Ресурси Інтернету
- Офіційний сайт парку [Архівовано 30 жовтня 2020 у Wayback Machine.]
- Долина Горнєй Нарві [Архівовано 3 листопада 2005 у Wayback Machine.]

## Виноски
1. ↑  Narwiański Park Narodowy. Архів оригіналу за 6 березня 2010. Процитовано 17 травня 2014.